# 夜盗珍妃墓
《夜盗珍妃墓》（英語：The Night Robbery）是中国在1989年拍摄的电影，由蔡元元执导，杨立新等人出演，该作主要讲述的是一群人因为珍妃的墓地中的财宝，于是相互争斗的故事。该电影也是澳门有史以来自己的影视公司制作的第一部故事片。该故事根据三十年代河北易县清西陵的珍妃基被盗的事情进行改编。

## 剧情介绍
在珍妃厚葬后的20多年后，一些人得知了这些事情，于是便决定盗取墓地的宝藏。而后又有很多人得知了宝藏的事情，于是这些人开始为了宝藏而相互争斗，最后，这些人中的大部分都死在了争夺宝藏的事件中……

## 演员
- 顾岚
- 杜志国
- 陈宝国
- 黎静
- 雷恪生
- 张帆
- 刘仲元
- 杨立新
- 梁丽
- 郭少雄

## 人员
- 音乐：李海晖
- 摄影：韩东侠
- 剪辑：周梅平
- 音效：王韵华